# دلتهوتا
دلتهوتا (به لاتین: Delthota) یک منطقهٔ مسکونی در سری‌لانکا است که در استان مرکزی (سری‌لانکا) واقع شده‌است.